# Virgem da humildade

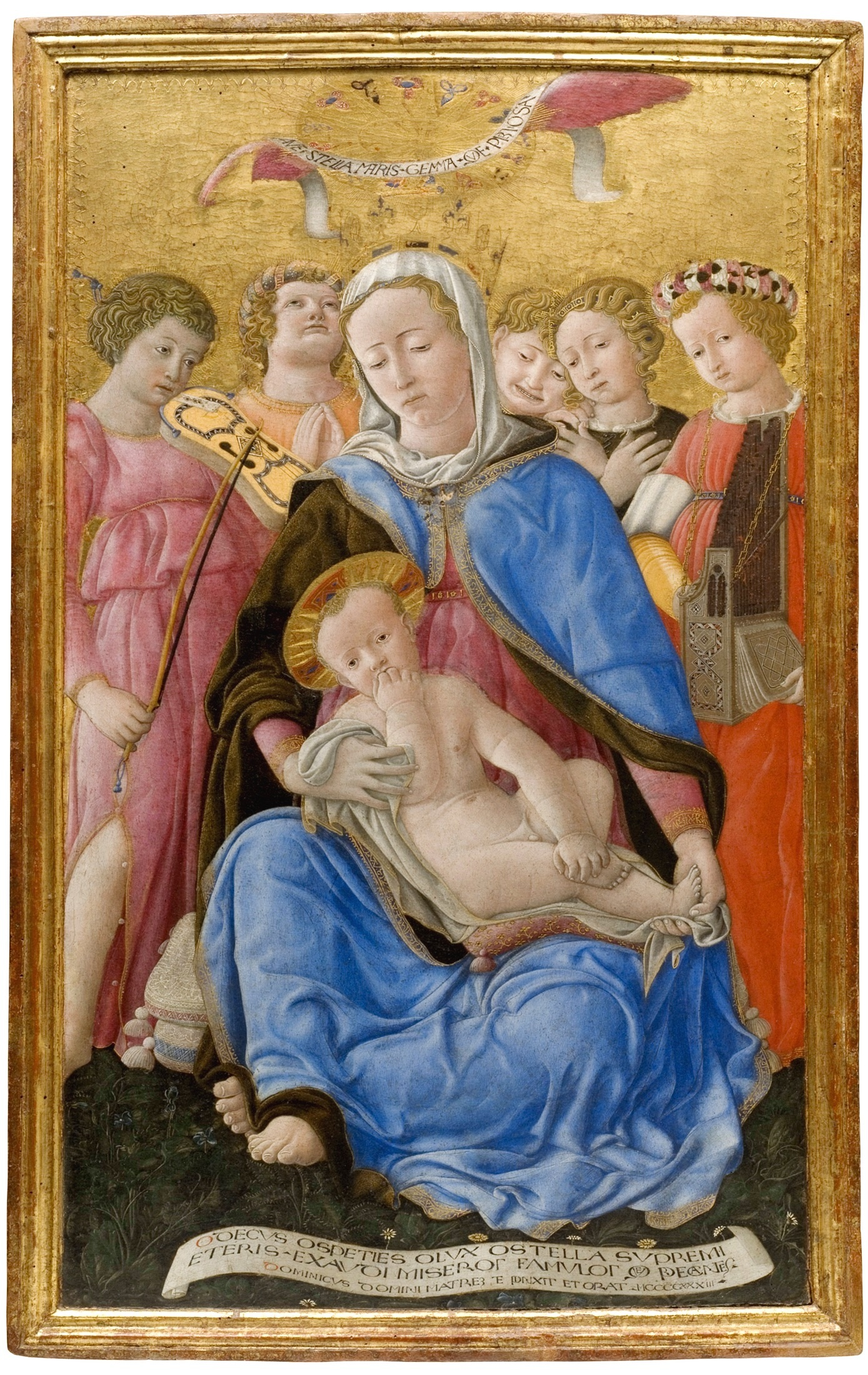
Madonna dell'Umiltà de Domenico di Bartolo, 1433.

Madona da humildade refere-se a representações artísticas da Virgem Maria que a retratam sentada no chão ou sobre uma almofada baixa. Ela pode estar segurando o Menino Jesus no colo. O termo Virgem da humildade também é usado para se referir a esse estilo de representação. A iconografia teve origem no século XIV e foi mais comum nesse século e no seguinte.

## História e desenvolvimento
A humildade é uma virtude exaltada por São Francisco de Assis, e esse estilo de imagem foi associado à piedade franciscana, embora não fosse criação dos franciscanos, pois o primeiro artista associado à imagem, Simone Martini, tinha laços com os dominicanos e pode ter criado a imagem para eles. A palavra humildade deriva do latim humus, que significa terra ou solo.
A pintura mais antiga conhecida deste tipo data de 1346 e está no Museo Nazionale em Palermo. Representa uma Madonna sentada em uma pequena almofada logo acima do solo. O Menino Jesus olha parcialmente para o espectador. A pintura traz a inscrição Nostra Domina de Humilitate, com a almofada baixa destinada a expressar sua humildade. Esta pintura em Palermo é, no entanto, de qualidade um tanto medíocre e talvez tenha sido baseada em uma obra de Simone Martini. Uma pintura semelhante na Gemäldegalerie, Berlim, e ambas as pinturas foram provavelmente baseadas em uma Madonna de humildade de Martini. Um afresco da Virgem da humildade de Simone Martini sobrevive no Palais des Papes em Avignon, França.
Um altar foi dedicado à Madona da Humildade na igreja de Santa Maria Novella em Florença em 1361. Este estilo de pintura se espalhou rapidamente pela Itália e em 1375 começaram a aparecer exemplos na Espanha, França e Alemanha. Foi a mais popular entre as representações do início do período artístico do Trecento.

## Exemplos

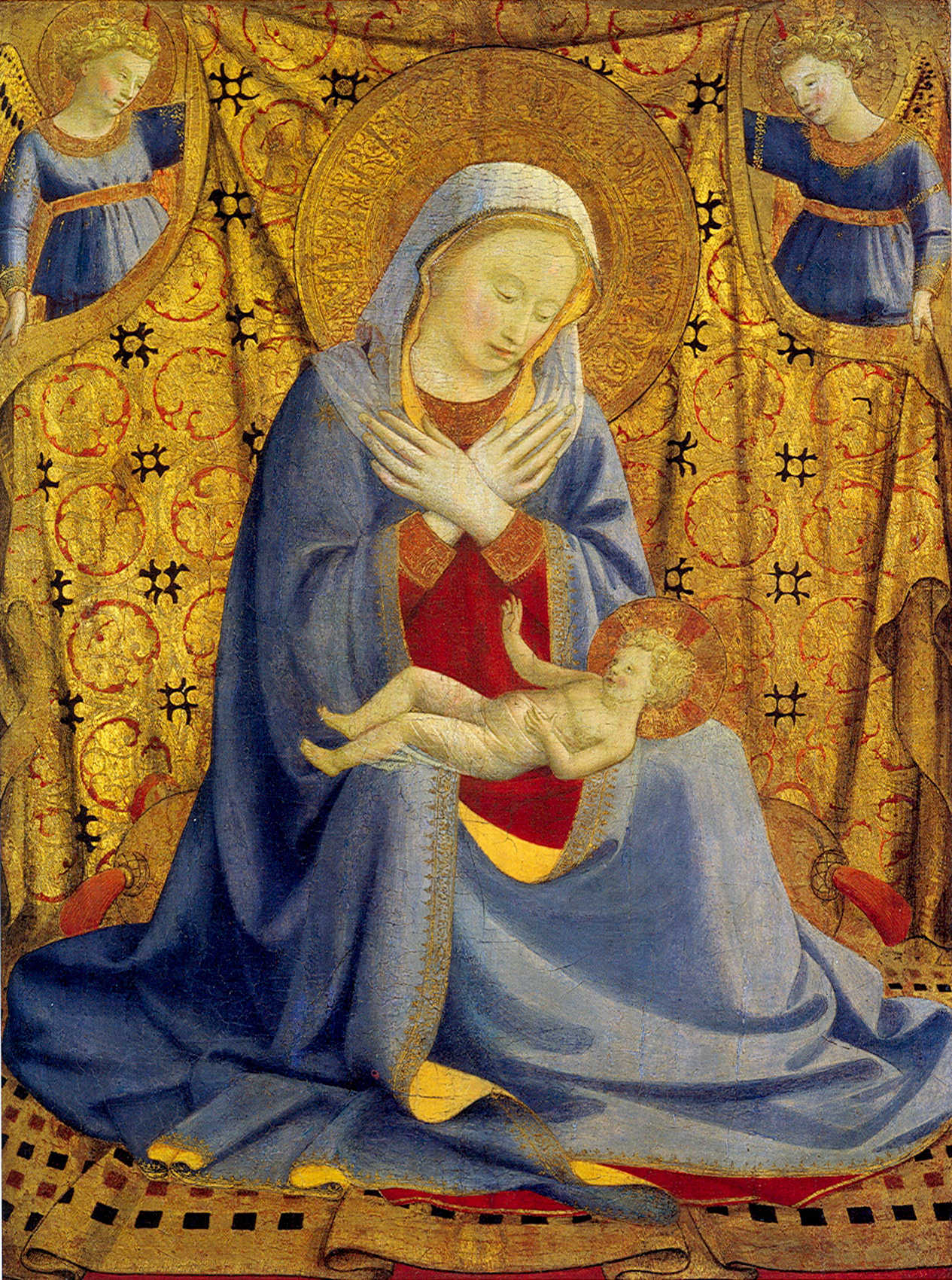
Fra Angélico, c. 1430.

A Madona da Humildade de Domenico di Bartolo, pintada em 1433, foi descrita pelo historiador de arte Andrew Ladis como uma das imagens devocionais mais inovadoras do início do Renascimento. A simetria formal das tiras abaixo de seus pés e as que pairam sobre ela simbolizam a harmonia de sua natureza humana e sua condição de mulher terrena, com sua realeza celestial. Apesar da posição baixa do assento, a estrela e as pedras preciosas, bem como o halo, significam seu status real. Nesta pintura, que está na Pinoteca Nazionale de Siena, Domenico não usou sombras projetadas como em outras obras, como a Madona Entronizada.
A Madona da Humildade de Filippo Lippi, pintada entre 1431 e 1437, também é uma obra importante e ilustra o estilo inicial de Lippi, quando ele estava atento ao uso de Masaccio de figuras grandes e redondas. Foi pintado durante um período em que Lippi desapareceu de vista e talvez tenha ido para o exílio com Cosimo de 'Medici.
Um milagre atribuído ao afresco da Madona da Humildade pintado por volta de 1370 deu origem à construção da Basílica de Nossa Senhora da Humildade em Pistoia, Toscana, Itália. O afresco às vezes é atribuído a Giovanni di Bartolomeo Cristiani, mas talvez tenha sido feito por um pintor local de Pistoia. A Basílica, construída pelo arquiteto Ventura Vitoni, é um importante exemplo da alta arquitetura renascentista. Giorgio Vasari construiu a cúpula octogonal no topo da Basílica em 1562. O afresco original permanece dentro da Basílica.
Outros exemplos importantes incluem o painel central de Bernardo Daddi no Tríptico De Carlo, no qual a Madona é mostrada sentada em uma cadeira muito baixa, em vez de em uma almofada. A representação de Fra Angelico de cerca de 1430 (que inclui dois anjos) é notável porque Jesus é abordado de cima, com foco em sua divindade. A representação de Giovanni di Paolo de cerca de 1456 (ver galeria abaixo) representa uma transição na percepção da natureza, com a paisagem visual formando-se em torno da Madona sentada.

## Celebração

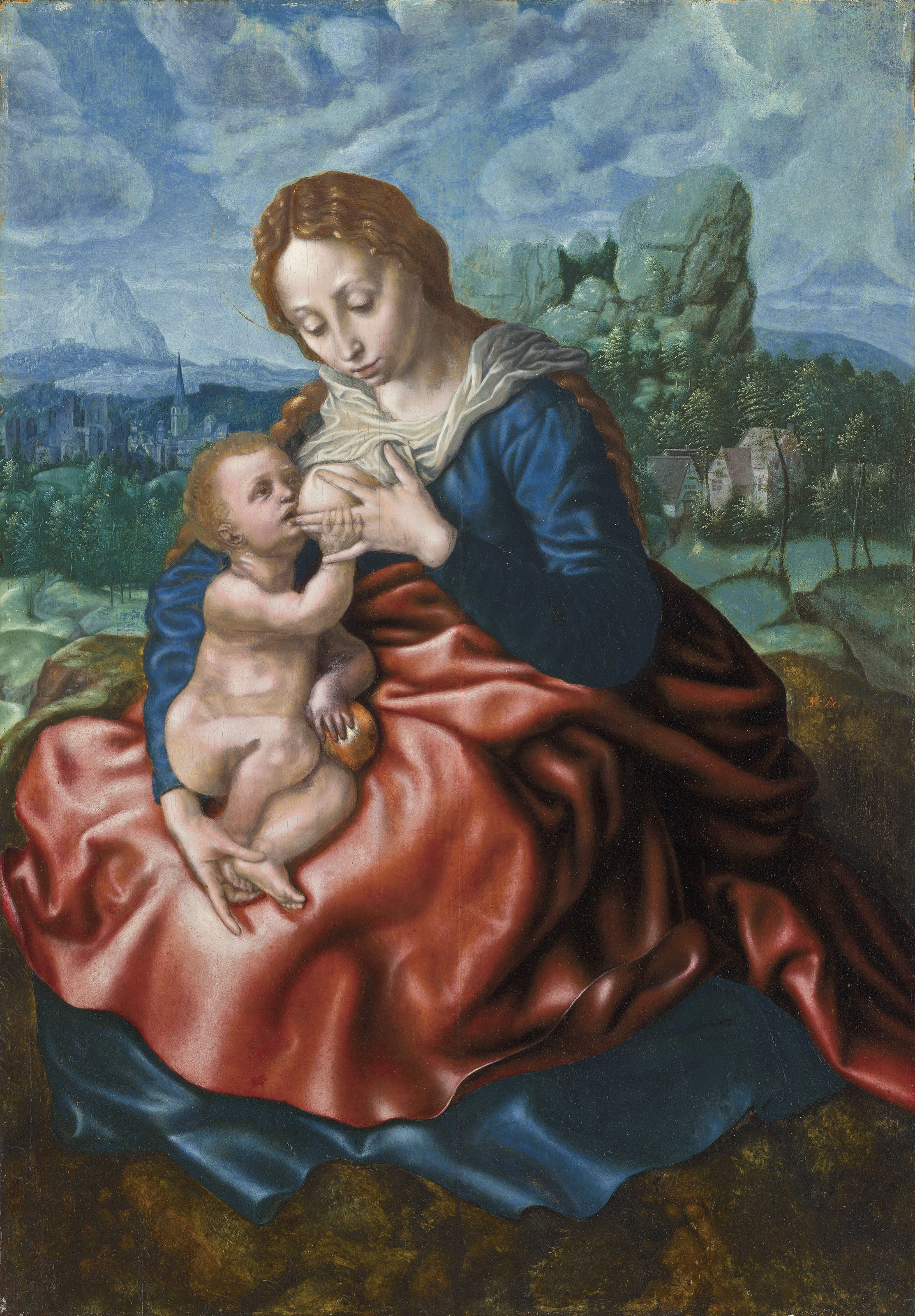
Jan Sanders van Hemessen, meados do século XVI.

A festa da Humildade da Bem-Aventurada Virgem Maria foi em 17 de julho Foi incluído no Calendário Romano Geral de 1954 entre as festas pro aliquibus locis (em alguns lugares), mas foi removido do Calendário Romano Geral de 1960.
Após a eleição do Papa Francisco em 2013, o bispo ortodoxo russo Hilarion Alfeyev presenteou um ícone de Nossa Senhora da Humildade, que o Romano Pontífice aceitou; em seguida, doou ao Papa Emérito Bento XVI durante sua reunião de despedida em Castel Gandolfo.

## Galeria

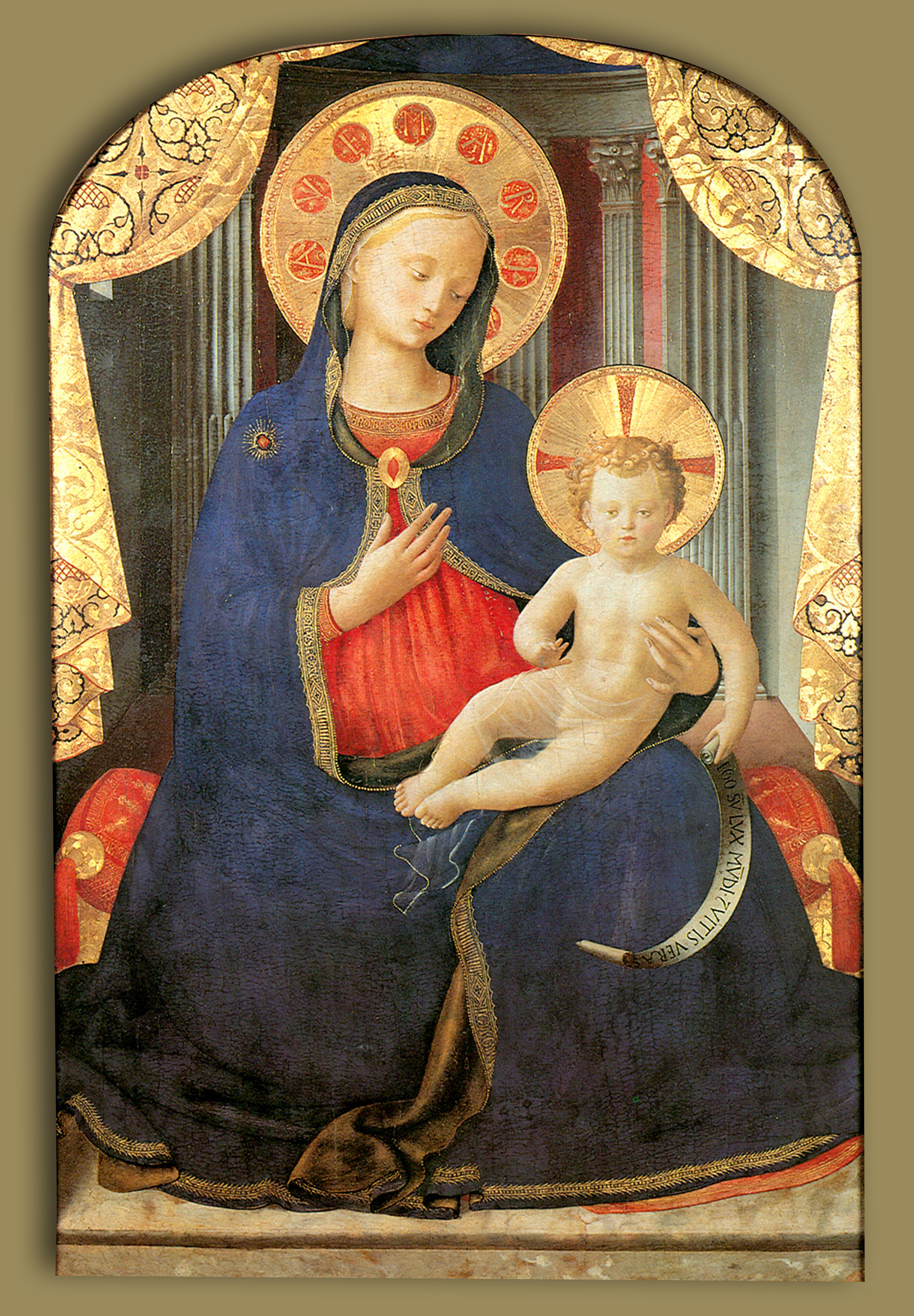
Fra Angélico, c. 1430.
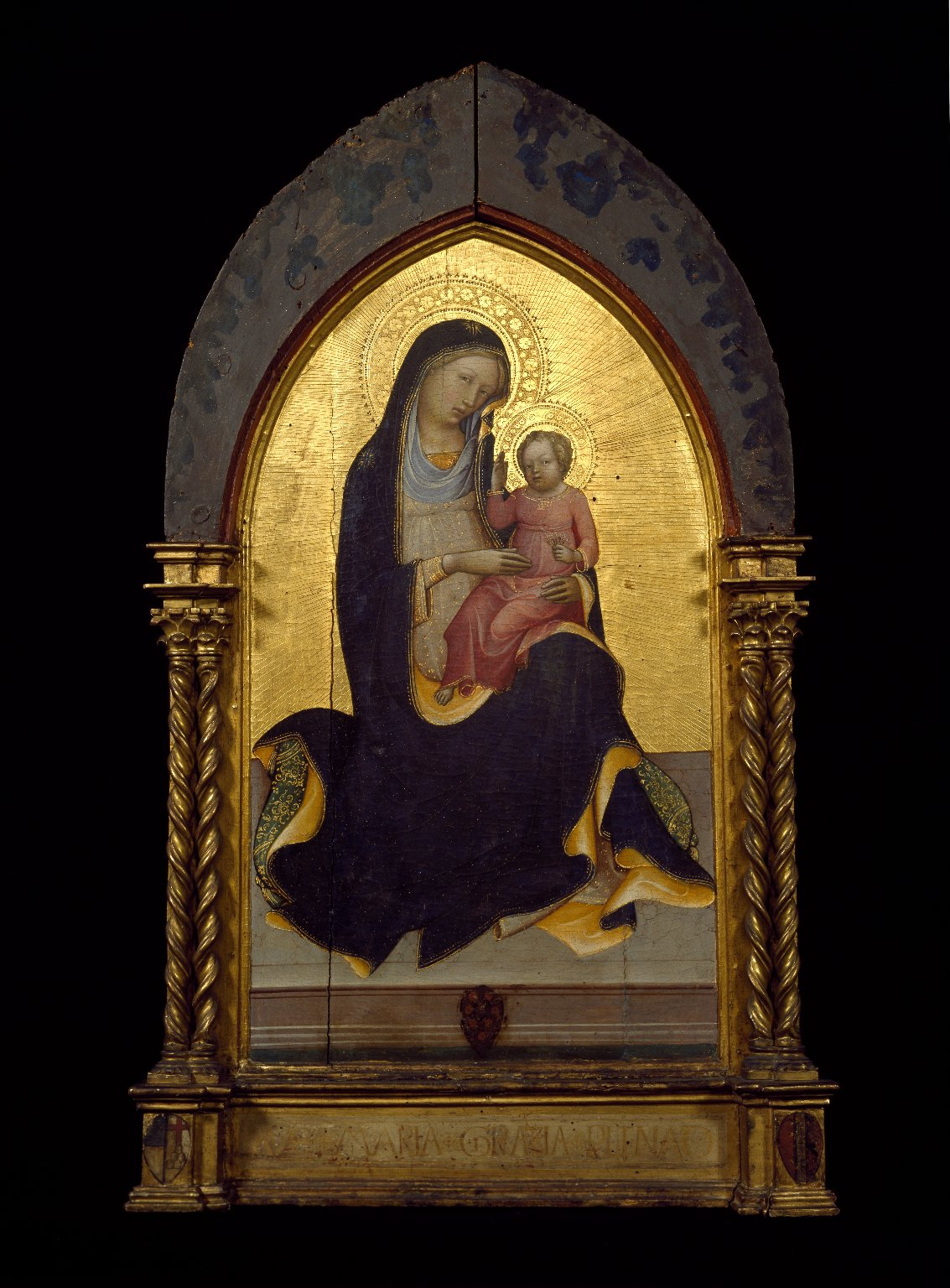
Lorenzo Mônaco, c. 1410
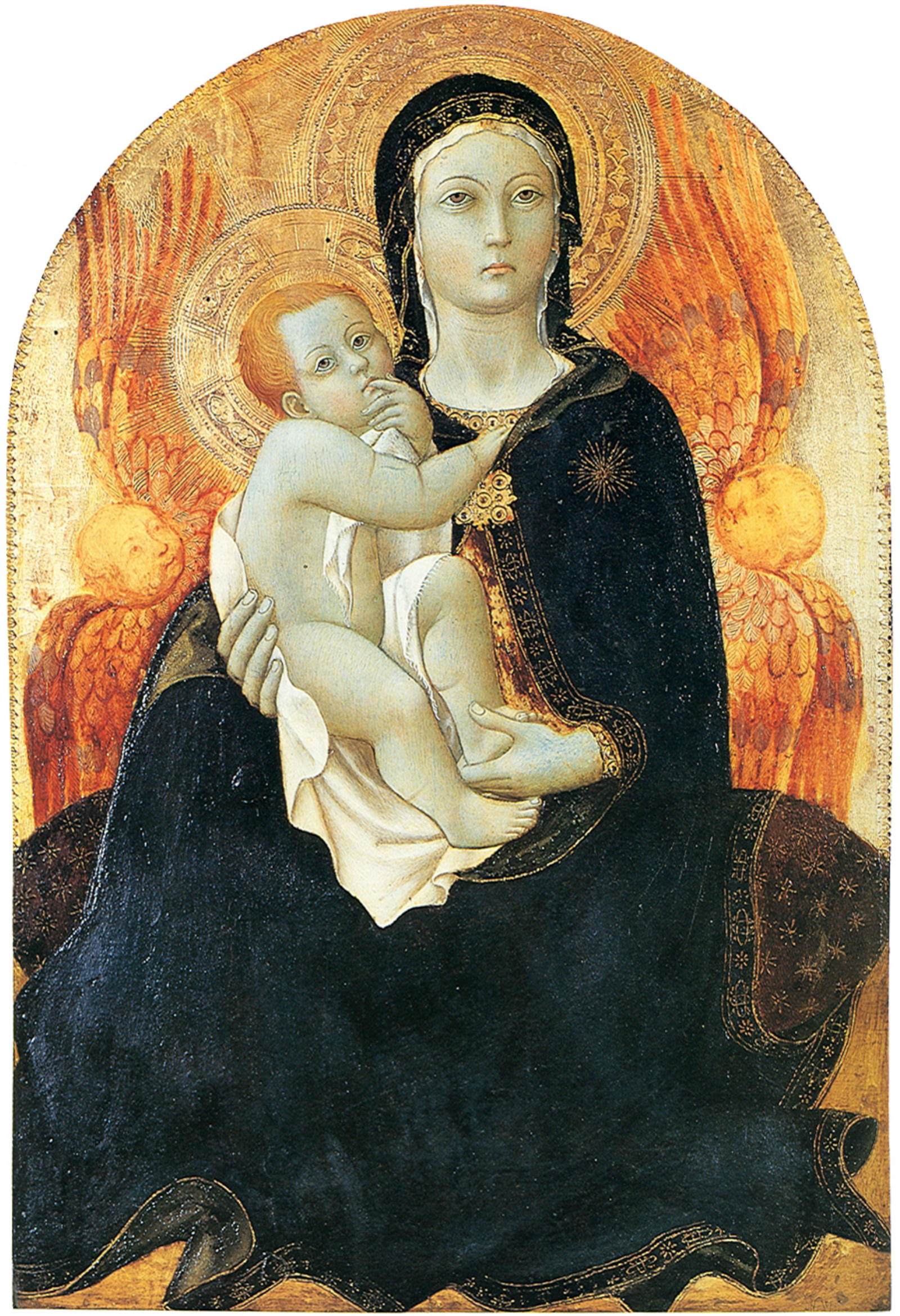
Sano di Pietro c. 1440
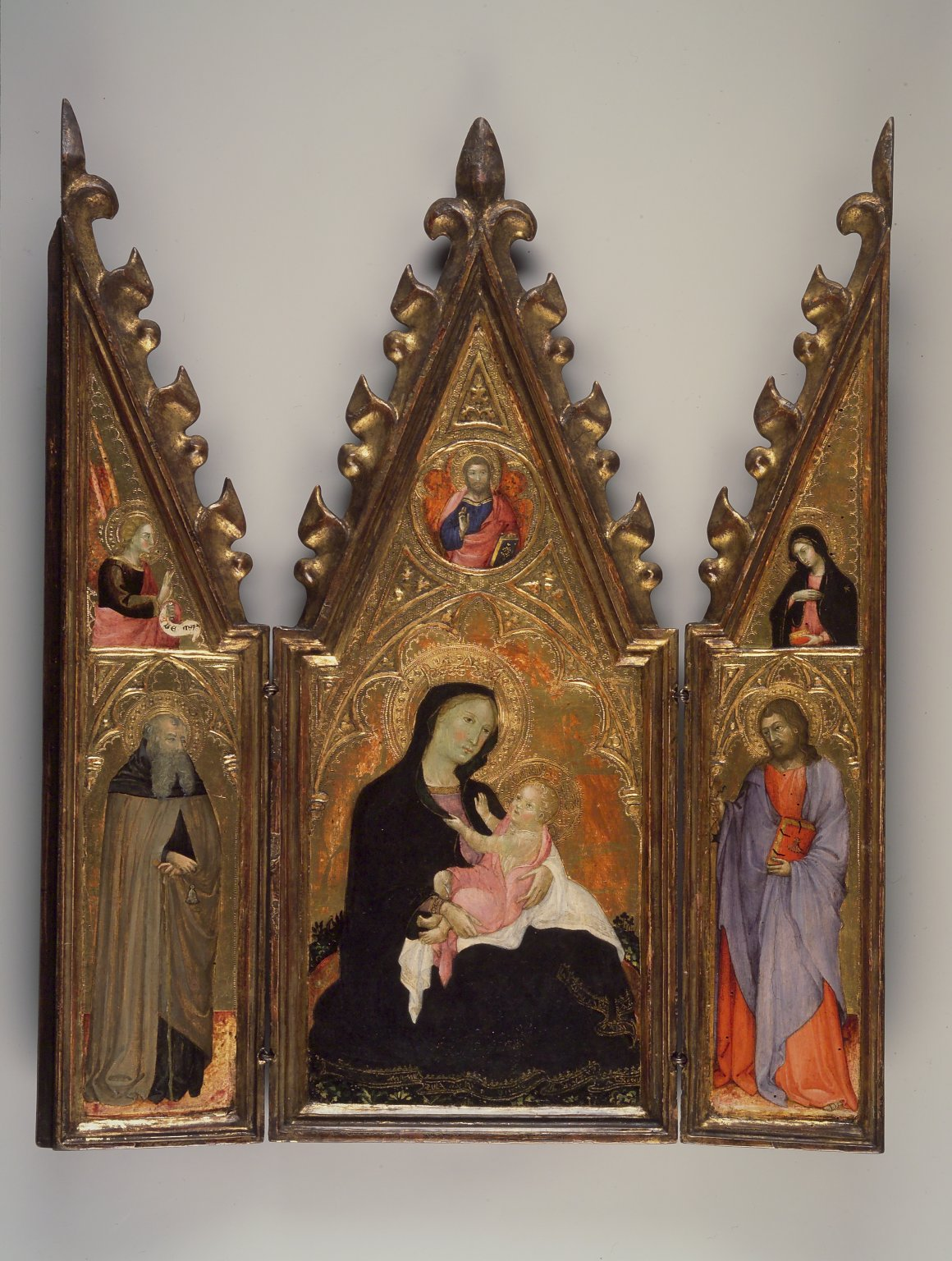
Andrea di Bartolo, c. 1410
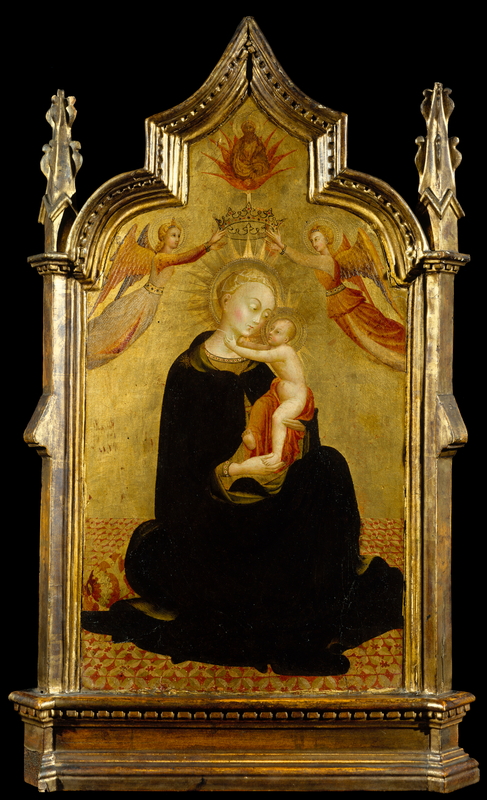
Sassetta, ca. 1445–1450
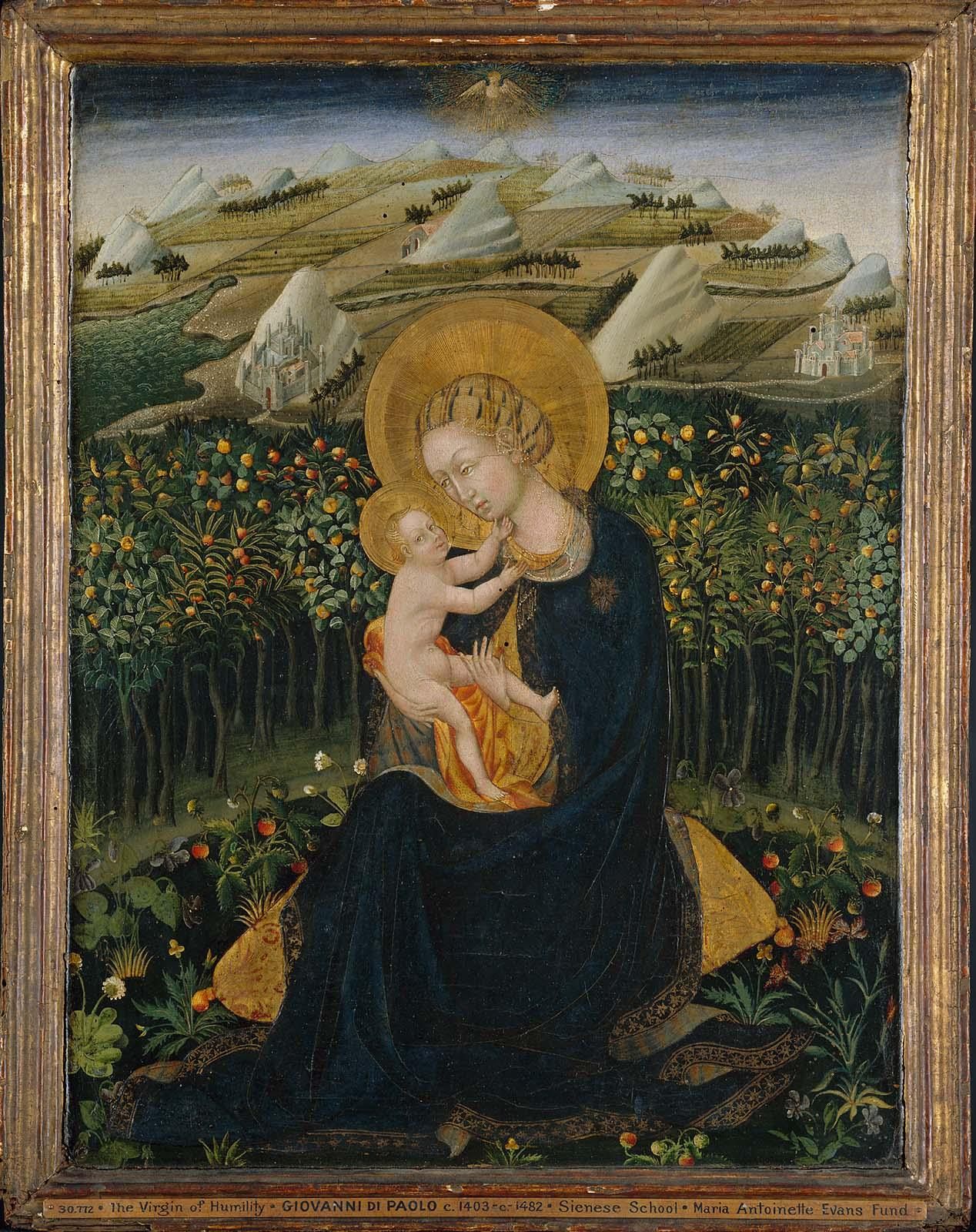
Giovanni di Paolo, c. 1456